# Sorgà
Sorgà (Sorgà in veneto) è un comune italiano di 2 951 abitanti della provincia di Verona in Veneto.

## Geografia fisica
Sorgà dista circa 28 chilometri da Verona. Rispetto al capoluogo è in posizione sud-ovest. Confina con la provincia di Mantova, ed è attraversato dal fiume Tione.

### Territorio
Sorgà (anticamente denominata 'Suregada', 'Soregade/a', 'Sorgada/e') viene nominata nei manoscritti 'vico', 'villa', 'castello' e 'corte', a testimonianza della sua origine come insediamento rurale e della sua successiva fortificazione di borgata posta a presidio del fiume Tione nelle 'zone calde' del confine mantovano.
Sorgà deve il suo nome alla pianta del "sorgo", detta anche saggina, a testimonianza di come fosse estesa in queste terre la sua coltivazione. Il sorgo è il simbolo del paese e vi compare nello stemma.
Sorgà comprende anche le frazioni di Pontepossero, Bonferraro, Pampuro e la località di Moratica. Confina a nord con Erbé, a est con Erbé e Nogara, a sud con Nogara, Gazzo Veronese e Villimpenta, a ovest con Castel d'Ario, Bigarello e Castel Belforte.
Il territorio è attraversato per intero dal fiume Tione, per poi confluire nel Tartaro a Gazzo Veronese. L'abbondanza di acque fa di Sorgà un territorio a vocazione agricola e risicola, con varie sagre dedicate al risotto.
Numerose sono le ville e corti, a testimonianza dei vasti possedimenti creati anticamente dalle famiglie nobiliari.

## Storia[6]
Il Comune di Sorgà, oltre al capoluogo, comprende frazioni di Pontepossero, Bonferraro e Pampuro. Tale assetto territoriale venne definito nel 1813 dalla catasticazione napoleonica. Durante il dominio della Repubblica della Serenissima di Venezia, invece ciascuna di queste località aveva una propria configurazione politico-amministrativa ed erano separate l'una dall'altra; inoltre alle quattro località attuali si aggiungeva il distretto di Moratica, posto sul confine occidentale di Bonferraro.
Il territorio dell'attuale Comune di Sorgà comprendeva allora: il vicariato di Sorgà, feudo del monastero di Santa Maria in Organo di Verona fino al 1571 e poi della famiglia Murari Dalla Corte; il vicariato di Pontepossero, feudo dei patrizi veneti Grimani; Bonferraro, soggetto al vicariato di Nogara; il vicariato di Moratica, feudo dell'abbazia di San Zeno che nel Settecento venne incluso nel vicariato di Erbè; e, infine, Pampuro, incluso nel vicariato di Bigarel, territorio mantovano.

### Il vicariato di Pontepossero
Il 7 maggio 1411 il N.H. Nicolò Grimani acquistò per la cifra di 12 500 ducati d'oro dal cavaliere e condottiero Taddeo Dal Verme il feudo e il castello di Pontepossero con giurisdizione, dazi, saltaria, decima e altri diritti con relative possessioni.
Taddeo dal Verme, quale ricompensa per i servizi resi alla Serenissima, gli fu permesso nel 1406 di acquistare il castello assieme a delle proprietà immobiliari e fondiarie e soprattutto i diritti feudali. Il tutto avvenne all'asta della Fattoria Scaligera ed i relativi beni e diritti sono ben descritti, in un atto di compravendita, molto complesso ed erano condotti da famiglie di coloni che pagavano il terzo dei prodotti. Inoltre, il Grimani aveva il diritto di riscuotere le decime del territorio di Pontepossero ad eccezione di quelle spettanti al vescovo di Verona.
Il primo giorno del mese di luglio 1422 Nicolò Grimani redasse un testamento con il quale istituì un fedecommesso a favore della discendenza maschile. Il testo di tale testamento contiene una interessante e minuziosa descrizione delle caratteristiche giuridiche del feudo di Pontepossero.
Nel documento sono definiti anche i confini delle due possessioni che formavano il feudo di Pontepossero, i quali confinavano con il comune di Erbè, con lo Stato Mantovano, con Curtalta e con il comune di Gamandone. Tutti questi beni gravitavano sul "castello con una bastia" di Pontepossero.
Alla direzione di questo ramo Grimani, detto di San Stae, successero a Nicolò, Francesco (1452), Nicolò (1473), Francesco (1499). Con i due figli di Francesco il fuoco si divise in due rami: quello intestato a Giacomo e quello intestato a Giovanni.
I due rami Grimani di Santa Fosca e di San Girolamo si divisero i beni e la giurisdizione di Pontepossero fino alla fine del Seicento, quando i beni patrimoniali del feudo si concentrarono nel ramo di San Girolamo.
L'8 giugno 1734 tutti i beni passarono a Leonardo figlio di Bortolo. Diverso fu il destino della giurisdizione e del vicariato di Pontepossero che rimasero sempre divisi tra i due rami.
La tendenza dei Grimani ad espandere i possedimenti terrieri nelle aree prossime a Pontepossero continuò anche nel secolo successivo e con un altro Leonardo nel 1816 acquistò da Luigi e Gaetano Curtoni la tenuta di Curtalta. Tali acquisti e, probabilmente, una conduzione aziendale poco assennata in un periodo storico sfavorevole all’antica nobiltà terriera, portarono i Grimani a una forte esposizione debitoria che, di lì a qualche anno, divenne insostenibile. Si arrivò così al 1831 quando Leonardo Grimani fu costretto a vendere al veneziano Giuseppe Cornello la tenuta di Curtalta, e alla fatidica data del 16 settembre 1846 quando, dopo 435 anni di potere della sua famiglia, egli fu costretto a vendere le amate proprietà di Pontepossero a Valentino Cornello.

### Il vicariato di Sorgà
Il monastero di Santa Maria in Organo entrò in possesso dei beni di Sorgà principalmente attraverso tre donazioni che ottenne nel corso del IX secolo.
La prima è inclusa nel testamento che Eugalberto, figlio di Grimoaldo da Erbè, redasse il 28 maggio 840 e la seconda nel testamento del suddiacono Tendiberto. Infine nel 892 un certo Venerabio donò alla parrocchia di S. Maria in Organo tutto quello che possedeva di sua ragione a Sorgà.
Durante il periodo della Signoria scaligera i beni e la giurisdizione di S. Maria in Organo su Sorgà vennero ripetutamente usurpati, e per questo nel 1387 l'abate del monastero supplicava i Visconti, nuovi signori di Verona, di poter rientrare in possesso dei beni arbitrariamente occupati dagli scaligeri.
Proprio in quegli anni, il territorio di Sorgà venne eretto a vicariato soggetto alla giurisdizione dell'abbazia di Santa Maria in Organo. I confini del vicariato erano delimitati a est dal Tartaro, a sud dal vicariato di Nogara che includeva Bonferraro, a ovest la Demorta e a nord il vicariato di Pontepossero.
Il 2 agosto 1571 Federico, abate del monastero di S. Maria in Organo, vendette ai nobili Gottardo e Giacomo Murari dalla Corte il vicariato di Sorgà per il prezzo di 33.000 ducati. La famiglia Murari si era già insediata in questo territorio, con varie acquisizioni, dall’inizio del secolo.
I beni e i diritti acquistati ufficialmente riconosciuti dalla Repubblica Veneta il 17 maggio 1634 con la “Prima Feudal Investitura” concessa a Gottardo e Alberto, figli di Giovanni, e a Giacomo, figlio di Raffaele, titolari dei due rami Murari della Corte, rispettivamente quello dell'Isolo di Sopra e quello di San Pietro Incarnario. Con la morte di Giacomo nel 1656 la dinastia di San Pietro Incarnario si estinse e i beni passarono al ramo di S. Nazaro e Celso.
L'investitura rinnovativa del vicariato, nel 1768 venne concessa sia ai fratelli Francesco e Gottardo, figli di Sebastiano e residenti a S. Nazaro e Celso, che a Girolamo, figli odi Ottavio e residente all’Isolo di Sopra.
Il 26 settembre 1773 Giovanni Battista, figlio di Francesco si unì in matrimonio con Vittoria Brà, figlia di Luigi e unica erede del patrimonio dei Brà di S. Fermo. I beni delle due famiglie confluirono in un unico patrimonio e i discendenti di questa stirpe, da allora, assunsero il doppio cognome di Murari dalla Corte Brà.

### Bonferraro
L'antica "Vadum Ferrarii" e la più vicina "Morodega" convissero per secoli al castello che si ergeva nell’attuale cumulo di terra tra la Strada Statale n° 10 e il fiume Tione, ora all’inizio del paese. Mappe del 1764 mostrano ancora come doveva essere la struttura della Rocca, mentre una scritta dice: "Comune di Morodega".
Questa parte del Comune di Sorgà, in epoca veneziana, era soggetta a tre giurisdizioni separate. Bonferraro apparteneva al vicariato di Nogara, Moratica fu prima un vicariato autonomo e poi venne inclusa in quello di Erbè, Pampuro faceva parte del vicariato mantovano di Bigarel.

### Il vicariato di Moradega
All'estremità occidentale di Bonferraro sulla strada per Mantova è situato l'abitato di Moratica, dove sorgeva l’antico castello, di cui oggi non rimangono tracce. L’origine dei possedimenti del monastero di San Zeno a Moratica va individuata nella concessione rilasciata da Ludovico il Pio.
La dipendenza di Moratica dal monastero di San Zeno di Verona venne confermata da vari diplomi regi e imperiali.
Il castello di Moratica rimase in possesso dell'abbazia per poco più di cento anni e poi venne ceduto in feudo dall'abate Gerardo a Fatino degli Avvocati (1169). Il 23 giugno 1267, con il testamento di Bonifacio da Moratica il castello, con tutti i diritti ad esso spettanti passò a Bartolomeo da Palazzo.
Anche se non possediamo notizie dettagliate sul feudo di Moratica per il tardo medioevo, sappiamo che il castello cadde sotto la giurisdizione del comune di Verona prima e poi dei Signori della Scala.
Fu soprattutto nell'ultimo quarto del Duecento che, per assecondare la politica filo mantovana di Alberto della Scala, l'abate di San Zeno, Pietro della Scala, concesse una serie di investiture ai Bonacolsi e ad altri mantovani depauperando enormemente il patrimonio fondiario dell'abbazia a Moratica. Alla fine della Signoria scaligera la mensa di San Zeno poteva contare, in questa località, solo sui diritti giurisdizionali e su quelli di decima.
La decadenza politica ed economica di Moratica continuò anche nel Settecento, quando il suo vicariato fu soppresso ed essa venne assoggettata al vicariato di Erbè.

### Pampuro
Ha una storia insolita, edificato su terreni emersi, circondato dalle valli del Tione, seguì sempre dal 1077 le sorti di Castel d'Ario, come feudo del Vescovo di Trento. Bonificati i terreni dai Bonferraresi, si trovò ancora isolato dal comune di origine e solo nel 1846 fu accorpato al comune di Sorgà.

### Simboli
Lo stemma e il gonfalone sono stati concessi con decreto del presidente della Repubblica n. 653 del 25 giugno 1953.
Il gonfalone è un drappo partito di bianco e di verde.

## Monumenti e luoghi d'interesse
- Municipio di Sorgà
- Chiesa "Natività di Maria" di Sorgà, del X secolo.
- Il Palazzone - Sorgà
- Corte Bugna detta Belvedere - Sorgà
- Corte Murari Dalla Corte Brà - Sorgà
- Corte Grimani - Pontepossero
- Corte Bragantini Pontepossero
- Corte Gelmi Pontepossero
- Corte Toajar Pontepossero
- Corte Murari Brà - Bonferraro
- Casa natale di Antonio Ascari a Bonferraro
- Corte Minozzi Bonferraro
- Corte Pindemonte
- La Chiesa di Pampuro

## Società

### Evoluzione demografica
Abitanti censiti

### Etnie e minoranze straniere
Gli stranieri residenti a Sorgà al 31 dicembre 2015 sono 469 e rappresentano il 15,42% della popolazione residente.
La comunità straniera più numerosa è quella proveniente dalla Romania con il 32,62% di tutti gli stranieri presenti sul territorio, seguita dall'India (26,01%) e dal Marocco (10,02%).
| Paese   | Numero |
| ------- | ------ |
| Romania | 153    |
| India   | 122    |
| Marocco | 47     |

## Geografia antropica

### Frazioni
Sorgà ha sul suo territorio varie frazioni:
- Pontepossero
- Bonferraro
- Pampuro
- Torre Masino

## Economia
Fa parte dell'area di produzione del Riso Vialone Nano Veronese che viene coltivato su terreni della pianura veronese irrigati con acqua di risorgiva.

## Amministrazione
| Periodo        | Periodo        | Primo cittadino           | Partito              | Carica                  | Note                      |
| -------------- | -------------- | ------------------------- | -------------------- | ----------------------- | ------------------------- |
| novembre 1988  | maggio 1990    | Giovanni Battista Bazzani | Democrazia Cristiana | Sindaco                 | [ 11 ]                    |
| maggio 1990    | maggio 1993    | Giovanni Battista Bazzani | Democrazia Cristiana | Sindaco                 | Giunta decaduta           |
| maggio 1993    | aprile 1995    | Giovanni Venturelli       | Democrazia Cristiana | Sindaco                 | [ 13 ]                    |
| aprile 1995    | giugno 1999    | Giovanni Venturelli       | Centro               | Sindaco                 | [ 14 ]                    |
| giugno 1999    | ottobre 2003   | Giovanni Venturelli       | Lista civica         | Sindaco                 | Sospensione del consiglio |
| ottobre 2003   | giugno 2004    | Piergiuseppe Canero       |                      | Commissario prefettizio | [ 16 ] [ 17 ]             |
| giugno 2004    | giugno 2009    | Giovanni Battista Bazzani | Lista civica         | Sindaco                 | [ 18 ]                    |
| giugno 2009    | maggio 2014    | Giovanni Battista Bazzani | Lista civica         | Sindaco                 | [ 19 ]                    |
| maggio 2014    | maggio 2019    | Mario Sgrenzaroli         | Lista civica         | Sindaco                 |                           |
| 27 maggio 2019 | 10 giugno 2024 | Christian Nuvolari        | Lista civica         | Sindaco                 |                           |
| 10 giugno 2024 | in carica      | Paola Bedoni              | Lista civica         | Sindaco                 |                           |